# Edificios Trade
Los edificios Trade son un conjunto de edificios de oficinas situado en la ciudad de Barcelona.

## Historia y características
Se localizan en los números 86-94 de la Gran Vía Carlos III. Proyectados por José Antonio Coderch de Sentmenat y Manuel Valls Vergés, su construcción fue ejecutada entre 1966 y 1969. Los edificios, totalmente acristalados y con una estructura lobular que incorpora formas cilíndricas, presentan una altura de 13 plantas (2 de ellos) y de 11 plantas (los otros dos volúmenes).